# Wadim Glowazki
Wadim Nikolajewitsch Glowazki (russisch Вадим Николаевич Гловацкий; * 1. Januar 1970 in Temirtau, Kasachische SSR; † 5. Januar 2015 in Tscheljabinsk, Russland) war ein kasachischer Eishockeyspieler, der in seiner aktiven Zeit von 1985 bis 2006 unter anderem für den HK Traktor Tscheljabinsk, HK Metallurg Magnitogorsk, Sewerstal Tscherepowez, HK Spartak Moskau und HK Sibir Nowosibirsk in der russischen Superliga gespielt hat.

## Karriere
Wadim Glowazki begann seine Karriere als Eishockeyspieler beim HK Metallurg Tscheljabinsk, für dessen Profimannschaft er von 1985 bis 1988 in der zweiten sowjetischen Spielklasse aktiv war. Im Sommer 1990 wechselte der Verteidiger zum Stadtnachbarn HK Traktor Tscheljabinsk, mit dem er in der Saison 1992/93 den dritten Platz der GUS-Meisterschaft belegte. Anschließend erhielt er einen Vertrag beim HK Metallurg Magnitogorsk, für den er in den folgenden sieben Jahren in der russischen Superliga aktiv war. Mit Magnitogorsk gewann er auf europäischer Ebene 1999 und 2000 jeweils die European Hockey League. Zudem wurde er in der Saison 1998/99 mit dem Team aus der Oblast Tscheljabinsk erstmals in seiner Laufbahn Russischer Meister. Im Vorjahr war er bereits Vizemeister und Pokalsieger mit seiner Mannschaft geworden. In der Saison 2000/01 konnte der Kasache mit Metallurg den Gewinn der Meisterschaft wiederholen.
Zur Saison 2002/03 wechselte Glowazki zu Sewerstal Tscherepowez, verließ die Mannschaft jedoch bereits nach nur drei Spielen wieder und schloss sich dessen Ligarivalen HK Spartak Moskau an. Nach zwei Jahren beim HK Sibir Nowosibirsk wurde der Olympiateilnehmer von 1998 von seinem Ex-Club HK Metschel Tscheljabinsk verpflichtet, bei dem er seine Profilaufbahn 1985 begonnen hatte. Bei diesem beendete er im Anschluss an die Saison 2005/06 im Alter von 36 Jahren seine Karriere.

### International
Für Kasachstan nahm Glowazki an der B-Weltmeisterschaft 1997 sowie den Olympischen Winterspielen 1998 in Nagano teil.

## Erfolge und Auszeichnungen
- 1997 Aufstieg in die A-Weltmeisterschaft bei der B-Weltmeisterschaft
- 1998 Russischer Vizemeister mit dem HK Metallurg Magnitogorsk
- 1998 Russischer Pokalsieger mit dem HK Metallurg Magnitogorsk
- 1999 Russischer Meister mit dem HK Metallurg Magnitogorsk
- 1999 European-Hockey-League-Gewinn mit dem HK Metallurg Magnitogorsk
- 2000 European-Hockey-League-Gewinn mit dem HK Metallurg Magnitogorsk
- 2001 Russischer Meister mit dem HK Metallurg Magnitogorsk